# Physophyllia
Physophyllia is een geslacht van neteldieren uit de klasse van de Anthozoa (bloemdieren).

## Soort
- Physophyllia ayleni (Wells, 1934)